# Станислав Тарновски
Станѝслав Ко̀стка Тарно̀вски (на полски: Stanisław Kostka Tarnowski) е полски шляхтич, граф, литературен историк и критик, политически публицист, професор и ректор на Ягелонския университет, председател на Академията на знанията, член на Лвовското историческо дружество, депутат в Сейма на Галиция и Лодомерия и водач на краковските консерватори, представител на магнатския род Тарновски, герб Лелива.

## Трудове
- Pisarze polit. XVI w., t. 1 – 2 (1886)
- Jan Kochanowski (1888)
- Zygmunt Krasiński (1892)
- Matejko (1897)
- Julian Klaczko (t. 1 – 2 1909)
- Rozprawy i sprawozdania, t. 1 – 4 (1895 – 98) – сборник
- Historia literatury polskiej, t. 1 – 6 (1900, 1905 – 07)
- O literaturze polskiej XIX wieku (1977) – сборник със статии